# Vox (вебсайт)
Vox — американське видання новин та публіцистики, що належить Vox Media. Засноване у 2014 році та відоме своїм варіантом пояснювальної журналістики. Крім власного вебсайту, Vox поширює контент через канал на YouTube, декілька подкастів та власну програму на Netflix. Vox відносять до лівоцентристських та прогресивістських ЗМІ.